# Metschyslau Hryb

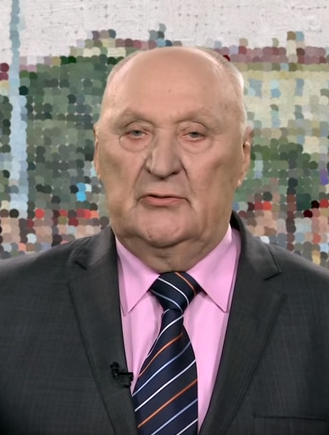
Metschyslau Hryb, 2015

Metschyslau Iwanawitsch Hryb (belarussisch Мечыслаў Іванавіч Грыб, russisch Мечислав Иванович Гриб; * 28. September 1938 in Sawitscha im Bezirk Hrodna) ist ein ehemaliger belarussischer Politiker. Er war 1994 kurzfristig Präsident von Belarus.

## Werdegang
Hryb war zunächst Feuerwehrtechniker, 1967 schloss er das Jurastudium an der Universität Minsk ab.
1990 wurde Hryb Abgeordneter des Obersten Rates der Weißrussischen Sozialistischen Sowjetrepublik (ab 1991 Republik Belarus). Er war Mitglied des Präsidiums des Obersten Rates und Vorsitzender der Ständigen Kommission für nationale Sicherheit, Verteidigung und Verbrechensbekämpfung.
Als stellvertretender Vorsitzender der Partei „Narodnaja hramada“ war er von 1994 bis 1995 Mitglied des belarussischen Parlaments und dessen Vorsitzender. Nach dem Sturz des Präsidenten Stanislau Schuschkewitsch wurde er am 28. Januar 1994 zum Präsidenten ernannt und blieb dies bis zur Amtsübernahme von Aljaksandr Lukaschenka am 20. Juli 1994. Danach trat er in die Opposition gegen Lukaschenka und gehörte zwischen 1996 und 2011 der Belarussischen Sozialdemokratischen Partei (Hramada) an.